# Giải thưởng Âm nhạc Mỹ cho Nghệ sĩ mới của năm
Giải thưởng Âm nhạc Mỹ cho hạng mục Nghệ sĩ Mới của Năm bắt đầu được trao tặng kể từ năm 2004. Trước đó, hạng mục này có tên là Nghệ sĩ Đột phá được Yêu thích Nhất (2004) hay Nghệ sĩ Đột phá (2005–2010).

## Thập niên 2010

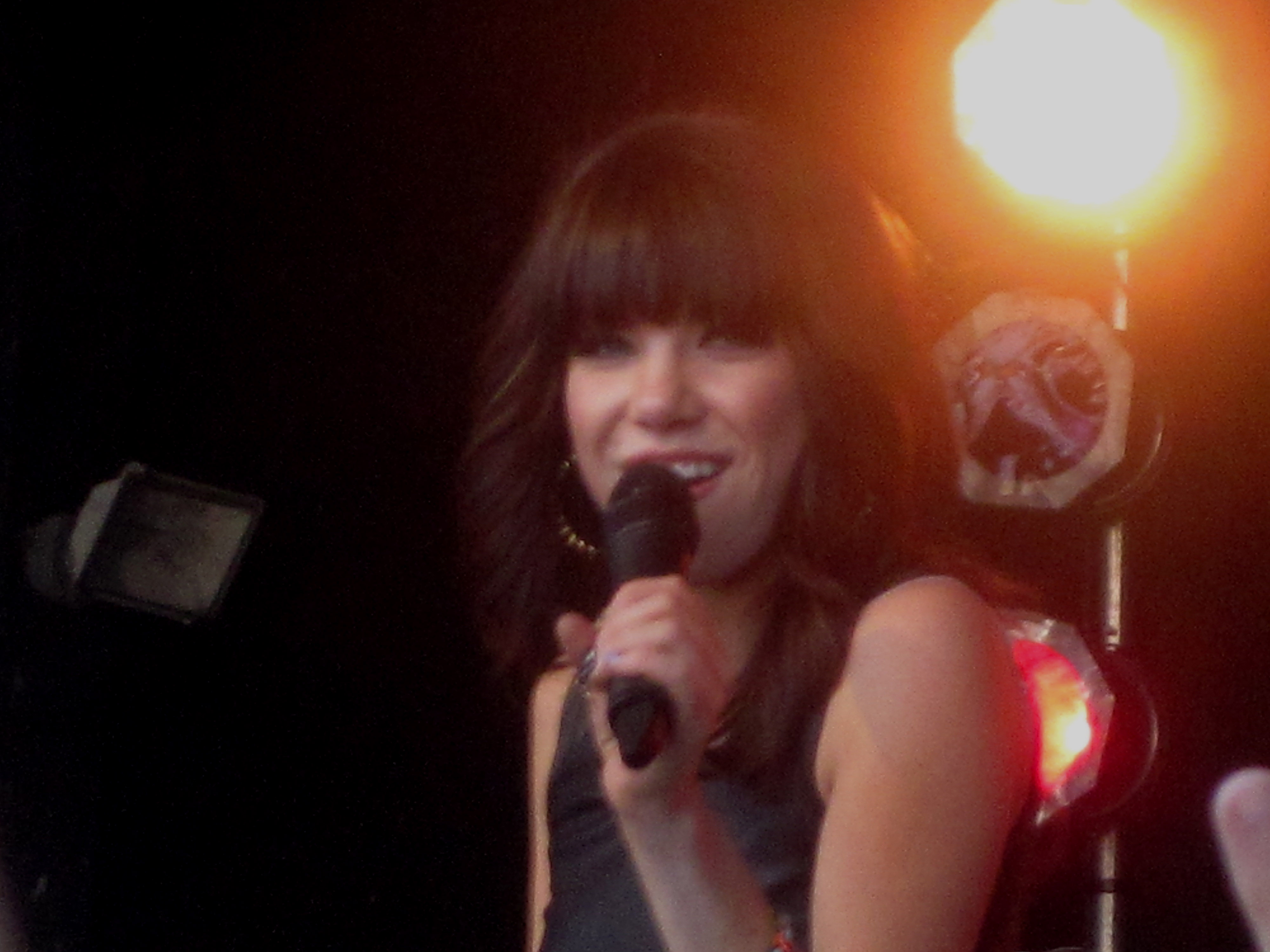
Carly Rae Jepsen, chiến thắng hạng mục Nghệ sĩ Mới của Năm năm 2012

- Giải thưởng Âm nhạc Mỹ năm 2012
  - Carly Rae Jepsen
- Giải thưởng Âm nhạc Mỹ năm 2011
  - Hot Chelle Rae
- Giải thưởng Âm nhạc Mỹ năm 2010
  - Justin Bieber

## Thập niên 2000
- Giải thưởng Âm nhạc Mỹ năm 2009
  - Gloriana
- Giải thưởng Âm nhạc Mỹ năm 2008
  - Colbie Caillat
- Giải thưởng Âm nhạc Mỹ năm 2007
  - Daughtry
- Giải thưởng Âm nhạc Mỹ năm 2006
  - Carrie Underwood
- Giải thưởng Âm nhạc Mỹ năm 2005
  - Sugarland
- Giải thưởng Âm nhạc Mỹ năm 2004
  - Gretchen Wilson